# Beira (Velas)

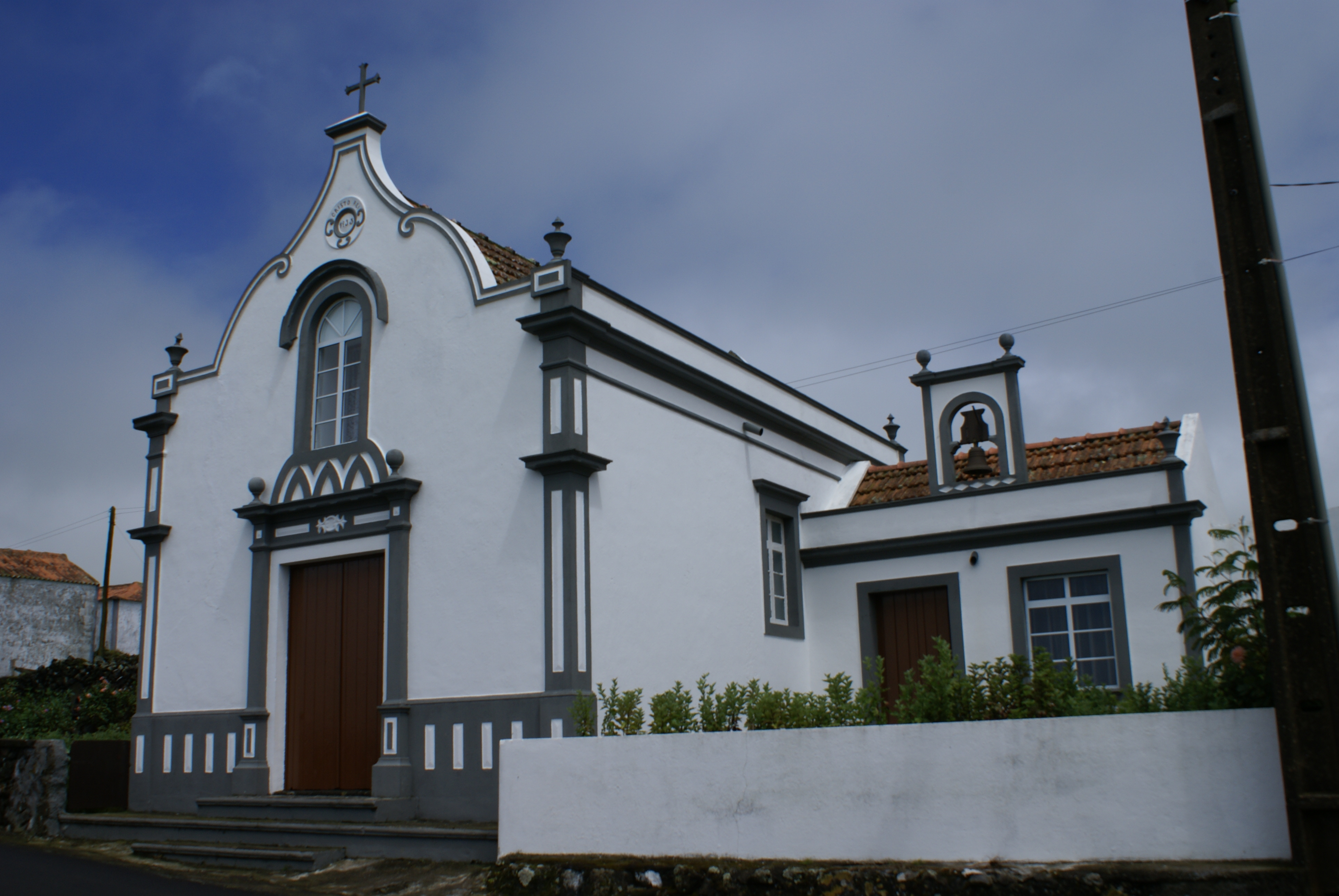
Ermida do Cristo Rei, Beira, Velas, ilha de São Jorge, Açores

Beira é uma localidade da freguesia e concelho de Velas, ilha de São Jorge, Açores, sita a média altitude no interior da ilha. A localidade desenvolve-se ao longo da estrada que liga a vila de Velas às povoações do norte da ilha, nomeadamente ao Norte Grande, passando pelo Toledo e por Santo António.
Na Beira situa-se a sede e as instalações fabris e laboratoriais da União da Cooperativas de Lacticínios de São Jorge, entidade que produz e certifica o famoso Queijo de São Jorge.